# Synagoge (Hrodna)

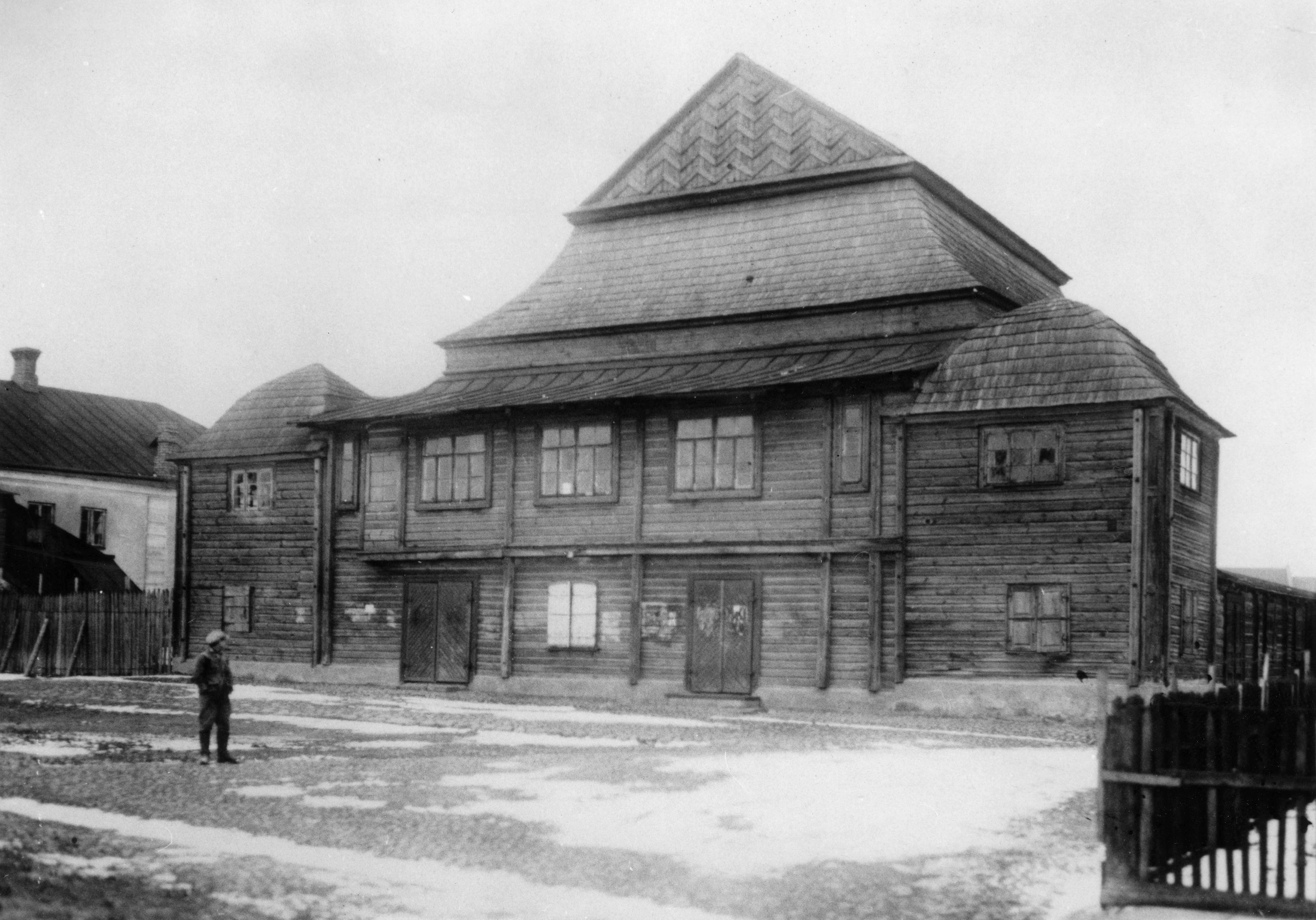
Synagoge in Hrodna (1926)

Die Synagoge in Hrodna, der fünftgrößten belarussischen Stadt in der Hrodsenskaja Woblasz, wurde um 1750 erbaut. Die Synagoge wurde bei einem Brand im Jahr 1899 beschädigt und danach wieder aufgebaut, wobei die zwei kleinen Eckbauten hinzugefügt wurden.
Das Synagogengebäude wurde während des Zweiten Weltkriegs zerstört.
In Hrodna war vor 1941 der Anteil der jüdischen Bevölkerung sehr hoch. Der überwiegende Teil der jüdischen Bevölkerung wurde von den deutschen Besatzern während des Holocausts ermordet.